# Maique Nascimento
Maique Reis Nascimento (Santo Antônio do Amparo, 16 luglio 1997) è un pallavolista brasiliano, libero del Minas.

## Palmarès

### Club
- Coppa del Brasile: 1

2022
- Campionato sudamericano per club: 1

2022

### Nazionale (competizioni minori)
- Coppa panamericana under 21 2017
- Giochi panamericani 2023[3]

### Premi individuali
- 2017 - Campionato mondiale under 21: Miglior libero
- 2021 - Superliga Série A: Miglior libero[4]
- 2022 - Campionato sudamericano per club: Miglior libero
- 2022 - Superliga Série A: Miglior libero[5]
- 2023 - Campionato mondiale per club: Miglior libero[6]
- 2023 - Superliga Série A: Miglior libero[7]
- 2023 - XIX Giochi panamericani: Miglior ricevitore[8]
- 2025 - Volleyball Nations League maschile: Miglior libero[9]